# 瑕疵保証責任保険
瑕疵保証責任保険（かしほしょうせきにんほけん）とは、例えば、住宅に瑕疵があった場合に住宅メーカーが負担する保証責任をカバーする保険である。
法的には、特定物売買における売主や、建造物を建てる請負人などには、瑕疵担保責任があるため、債務履行後に隠れた瑕疵が発見された場合には、瑕疵を直したり、損害を賠償する責任が発生する。これによって、売主や請負人に不測の損失が発生することが起こりうるので、その損失を填補できるようにあらかじめ加入しておく保険である。
- 住宅瑕疵保証責任保険
住宅については、2000年に施行された住宅の品質確保に関する法律により、新築住宅の基本構造に関して瑕疵担保責任を10年間負うことを義務づけている。そのため、瑕疵保証責任保険の有用性がとくに高い。
- 白蟻防除業者責任保険